# Orujo
Az orujo egy spanyolországi eredetű törkölypárlat. Készítésének főként az ország északnyugati részén, Galicia, Asztúria és Kantábria térségében van nagy hagyománya.

## Készítése
Az orujo előállítása a szőlőmust préselése után megmaradó törköly (helyi nevén bagazos vagy buyo) erjesztésével, majd ezután a benne található anyagok lepárlásával történik. A törkölyt lepárlás előtt legfeljebb öt hónapig tárolják légmentesen lezárt edényekben, ennél több állásidő a termék minőségromlását okozza. A nagyobb üzemek orujerának nevezett, manapság 200–1000 kg befogadóképességű tartályokat használnak.
A lepárlás során három, eltérő forráspontja alapján jól elkülönülő frakció keletkezik: a 70%-nál magasabb alkoholtartalmú cabezas (jelentése: „fejek”), a 45% és 70% közötti alkoholtartalmú corazones („szívek”) és az ennél kevesebb alkoholt tartalmazó colas („farkak”). A késztermék szempontjából elengedhetetlen fontosságú észterek az első kettőben dúsulnak fel, míg a harmadikban az olyan nemkívánatos, részben mérgező anyagok, mint az acetoin és a furfurol, ezért igen fontos a frakciók megfelelő elkülönítése.
Galiciában többféle hagyományos lepárlási módszer terjedt el, közös jellemzőjük a nyílt láng használata. Manapság a tüzet fa, propán-bután keverék vagy gázolaj égetésével biztosítják. A legősibb módszer az úgynevezett alquitara használata: ez az eljárás ugyan hosszú ideig tart, de a legjobb kihozatal érhető el vele. Az alquitara egy körte alakú, 150–200 literes tárolóból áll: ebben melegítik víz fölött az erjesztett törkölyt, amelyet egy lyuggatott fémaljzatra helyeznek, hogy ne érintkezzen közvetlenül az edény aljával. Ennek a tárolónak a tetejéhez egy felül nyitott, üstszerű edényt csatlakoztatnak. Ennek alsó részében csapódik le a párlat. Mindegyik rész belül ónnal bevont rézből készül. Ennél elterjedtebb az előzőhöz hasonló, de kicsit más felépítésű alambique használata, amelynek segítségével könnyebben elkülöníthetők a különböző fázisok.
Az igen tömény párlatot ezután vízzel hígítják: erre a célra minél tisztább, ásványi anyagban szegény vizet kell használni. Ezután még -2–-20 °C-ra lehűtve le is fagyasztják, majd egy bizonyos idő múlva (amely idő lehet pár perc, de akár több tíz óra is) kiolvasztják és leszűrik. Ezen lépések során újabb, szükségtelen, zavarosságot okozó és az aromát nem javító vegyületek távoznak a termékből. Sokak szerint az orujo minősége még jobb lesz, ha végül fából készült hordóban hosszabb-rövidebb ideig még hagyják állni, érni.

## Fajtái
Az orujónak több fajtája van:

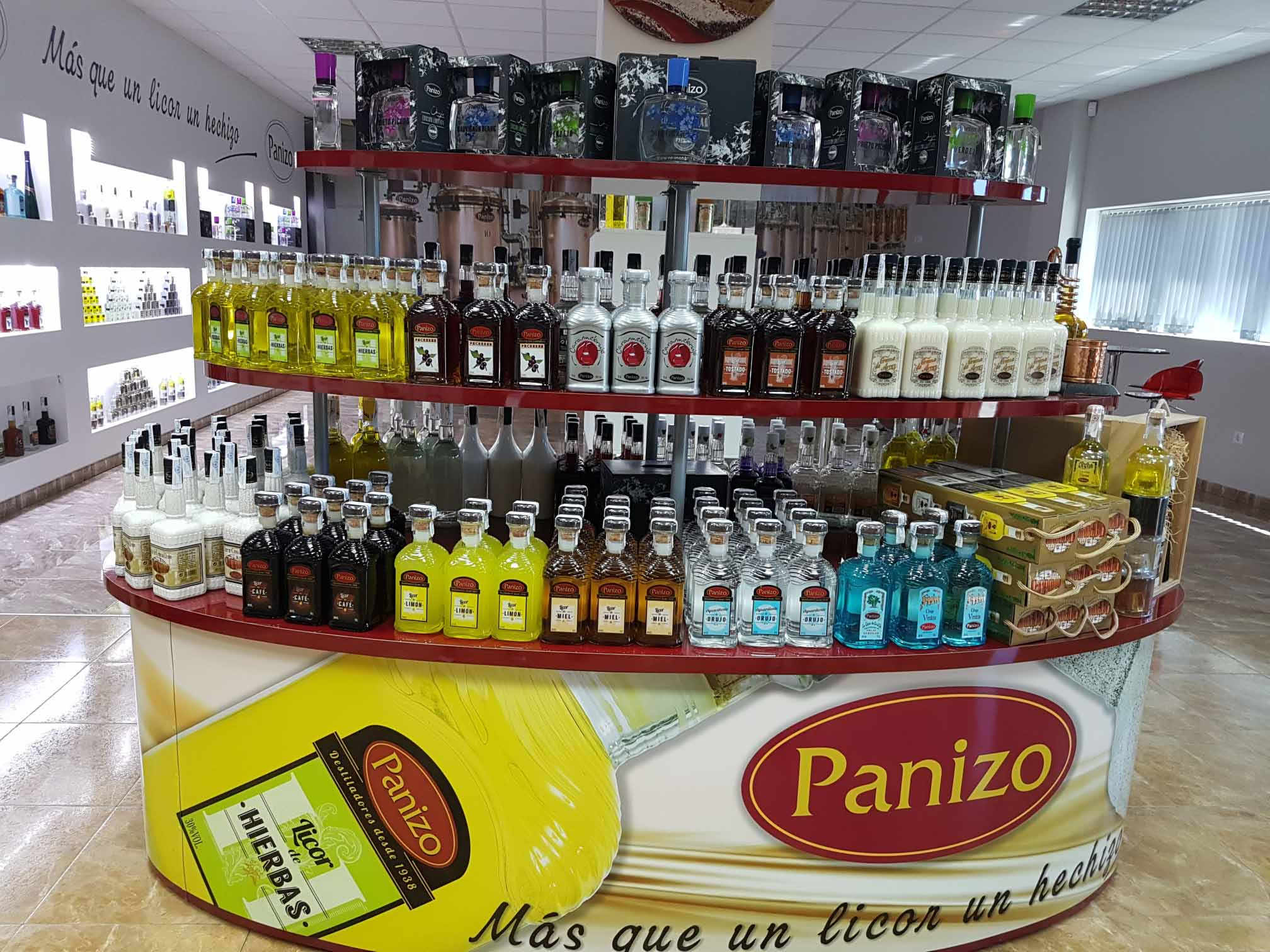
Különféle orujók

- 1. Orujo blanco, azaz „fehér orujo”: rögtön lepárlás után palackozott orujo, ez színtelen folyadék.
- 2. Orujo añejo, azaz „idős orujo”: tölgyfahordóban legalább egy évig érlelt termék, aranysárga, esetleg kissé zöldes színű.
- 3. Orujo mezcla, azaz „keverék orujo”: valamilyen tejtermékkel kevert, ezáltal krémes állagú orujo.
- 4. Orujo aromatizado, azaz „ízesített orujo”: olyan orujo, amelyhez ízesítőt, például gyógyfüveket vagy növényi terméseket adnak. Színe igen változatos lehet, akár vörös is, például amikor mirtuszt adnak hozzá.